# کولنگشکی
کولنگشکی (به لهستانی:  Kolniszki) یک روستا در لهستان است که در گمینا گووداپ واقع شده‌است.